# 补洛乡
补洛乡，是中华人民共和国四川省凉山彝族自治州布拖县曾经下辖的一个乡。2021年1月12日，撤销补洛乡，其所属行政区域为乐安镇的行政区域。

## 行政区划
补洛乡撤销前下辖以下地区：
泰机乃村、吉为谷村、尾史沟村、补特村、沙合洛村和作史村。